# Abdoulaye Fall
Ne doit pas être confondu avec Abdoulaye Fall (1969).
Pour les articles homonymes, voir Abdoulaye Fall (homonymie) et Fall.
 (avril 2012).
Si vous disposez d'ouvrages ou d'articles de référence ou si vous connaissez des sites web de qualité traitant du thème abordé ici, merci de compléter l'article en donnant les références utiles à sa vérifiabilité et en les liant à la section « Notes et références ».
Abdoulaye Fall, né le 10 novembre 1952 à Dakar, est un militaire sénégalais. Il fut le chef d’Etat-major général des Armées du Sénégal du 26 mai 2006 au 31 octobre 2012. Il est général de corps d’armée depuis octobre 2007. Abdoulaye Fall est considéré comme un homme de « missions » pour avoir conduit, sous différentes bannières, plusieurs opérations hors du territoire national sénégalais.

## Biographie
Après sept ans passés à l’école militaire préparatoire de Saint Louis (Prytanée), le général est entré en service en 1972 dans les Forces armées Sénégalaises.
Promu officier en 1975 à sa sortie de l’Académie Royale Militaire du Maroc, avec la qualification de chef de section, il a obtenu en 1976, en France, un diplôme à l’école d’application des Transmissions.
En 1981, puis en 1987, toujours en France, il a obtenu un certificat technique et un diplôme technique en entraînement physique militaire. Il est par ailleurs titulaire d’un DUEL 2 en Anglais (Université Mohamed V de Fez, d’une Licence en STAPS (Université René Descartes Paris V – UER de Lacretelle).
Abdoulaye Fall est, depuis 1994, Breveté de l’École Supérieure de Guerre de la République fédérale d’Allemagne.
Il est diplômé de plusieurs centres d’études stratégiques et a participé en qualité d’expert à plusieurs séminaires et missions sur les questions de Sécurité et Défense.
Le général de corps d’armée Abdoulaye FALL parle le français, l’anglais et l’allemand, comprend l’espagnol et le portugais.

## Carrière militaire

### Au Sénégal
De 1976 à 1992, dans des formations de l’armée de Terre, il a été successivement chef de section (21e compagnie à St Louis ,2e CFV à Ourossogui), commandant de compagnie (11e CFV à Kédougou et 5e CFV à Ziguinchor), chef du bataillon des sports, rédacteur à l’État-major General des Armées(Division Instruction Sport), directeur de l'association sportive des forces armées et chef de la délégation du Sénégal au CISM.
Il a été également chargé des opérations dans deux états-majors de zone militaire (Zone Militaire Est à Tambacounda (1994-95) et Zone Militaire Sud à Ziguinchor (1996-98)),Commandant de la Zone Militaire n°4 à Tambacounda en 1999, Sous-chef d’Etat-major Général des Armées chargé des Opérations en 1998.
En 2001, il est nommé  Général, chef de l’État-major Particulier du Président de la République après un séjour au Maroc comme attaché militaire (en 2000).

### A l’étranger
En 1982, il est commandant de compagnie au sein du Bataillon Sénégalais de la FINUL au Liban
En 1994, il est chef de la cellule DDR (Quartering Areas cell) à l’État-major de l’UNAVEM 3 en Angola.
En 1998, il est commandant de la Force Expéditionnaire, lors de l’opération GABOU en Guinée Bissau.
De 2003 à 2004, il a commandé la Mission de la CEDEAO en Cote d’ivoire (MICECI).
De 2004 à 2006 il est commandant des forces de l’Opération de l’ONU en Côte d’Ivoire (ONUCI).

## Décorations et distinctions
Abdoulaye Fall est titulaire des décorations suivantes : 

### Décorations sénégalaises
- Commandeur de l’Ordre national du Lion, Officier de l’Ordre du Mérite
- Croix de la Valeur militaire du Sénégal
- Médaille d’honneur de la Gendarmerie, Médaille d’honneur de l’Armée de Terre, Médaille d’honneur de la Marine

### Décorations étrangères
- Commandeur de la Légion d'honneur (France)
- Commandeur de l'ordre national du Mérite (France)
- Commandeur de l’Ordre national du Mali, Commandeur de l’Ordre national de la Côte d’Ivoire
- Grand Cordon du Wissan Al Istihkak Al Askari du Maroc
- Officier de l’Ordre national du Faso
- Officier de l’Ordre national de la Gambie
- Officier de l'ordre national du Bénin
- Titulaire du Louvor de la Guinée Bissau
- Grand officier du CISM
- Médaille de la Renaissance française

### Médailles commémoratives / OMP
- Médaille FINUL
- Médaille UNAVEM
- Médaille MICECI
- Médaille ONUCI
- Médaille Internationale de la Paix